# 李坑村
29°19′30″N 117°55′36″E / 29.32500°N 117.92667°E
李坑村位于中国江西省上饶市婺源县秋口镇，是江西省历史文化名村。
李坑村民以李姓为主，据其家谱记载其始祖为唐代宗室，唐末避乱到歙县，到五世祖迁到这里，时称理源，后改称为理田。
李氏一族史上颇重文教，在宋代有九名进士，明代有一名武进士，清代有三名进士，另外在元代还出了一位全国著名的风水师李景溪。到清代晚期，与徽州山区的很多村落一样，理田有大量人口出外经商，以茶商居多。理田当时是婺源东部较大、较富裕的村落，村落建设颇为可观，除了住宅外，直到1961年还有宗祠十二座、庙宇十七座以及文昌阁、文峰塔等大量公共建筑。中华人民共和国成立后，理田成了穷村，名称也改作李坑。经文革之劫，李坑的公共建筑如文峰塔、总祠等基本被破坏。现在李坑还存有四栋明代住宅和数十栋清代住宅，公共建筑除了一座民国所建的申明亭外就只剩桥梁了。
李坑村有1处上饶市文物保护单位：
1. 李坑古建筑群，含中书桥、铜录坊、民居四幢

以及1处婺源县文物保护单位：
1. 李坑村古建群，含李礼如宅、李士任宅、李灶滔宅、李淦良宅、李裕春宅、大夫第、李书麟故居、李进祥宅、李银树宅、塔山桥

- 李坑村内的主道
- 大夫第（春霭堂）内部
- 李坑村夜景